# Ernest Saksida
Ernest Saksida, slovenski rimskokatoliški duhovnik, salezijanec in misijonar v Braziliji, * 15. oktober 1919, Dornberk, † 13. marec 2013, Corumbà, Brazilija.

## Življenje in delo
V ljudsko šolo je začel hoditi v rojstnem kraju, nadaljeval dve leti v goriškem Alojzijevišču in malem semenišču, nižjo gimnazijo je dokončal salezijanskem zavodu v Bagnolu pri Torinu. Leta 1935 je kot misijonar odšel brazilsko v pokrajino Mato Grosso do Sul in v njeni prestolnici končal gimnazijo, bogoslovje pa v São Paulu in bil 17. marca 1946 posvečen v duhovnika. Prvih 15 let je poučeval na salezijanskih šolah in imel na skrbi vzgojo mladine. Njegovo misijonarsko delo se je pričelo leta 1961, ko je prišel v mesto Corumbá na skrajnem zahodu Brazilije. Tu je pričel delo med zapuščenimi otroki, zanje zgradil barakarsko naselje in pričel s šolsko vzgojo. O delu z revno mladino je govoril po radiu, televiziji ter pisal v časopise. Pomoč je pričela prihajati od vsepovsod, tudi iz Evrope. Iz barakarskega naselja je kmalu zraslo »Deško mesto« s celim sklopom zidanih vzgojnih in drugih poslopij v katerih je istočasno našlo novi dom več tisoč otrok. V Don Boskovem mestu so mladi uvedli samoupravo: demokratično volijo župana, tri podžupane in 18 svetovalcev. V delovnih skupinah in šolah so posebni izvoljeni sveti, ki skrbijo za red in napredek. Šolanje traja 12 let. V tem času se lahko vsakdo usposablja za poklic ali nadaljevanje šolanja na drugih ustanovah. Državna oblast je z veliko naklonjenostjo gledala na Saksidovo delo ter mu podelila več priznanj in odlikovanj.